# Cortes de Valladolid (1299)

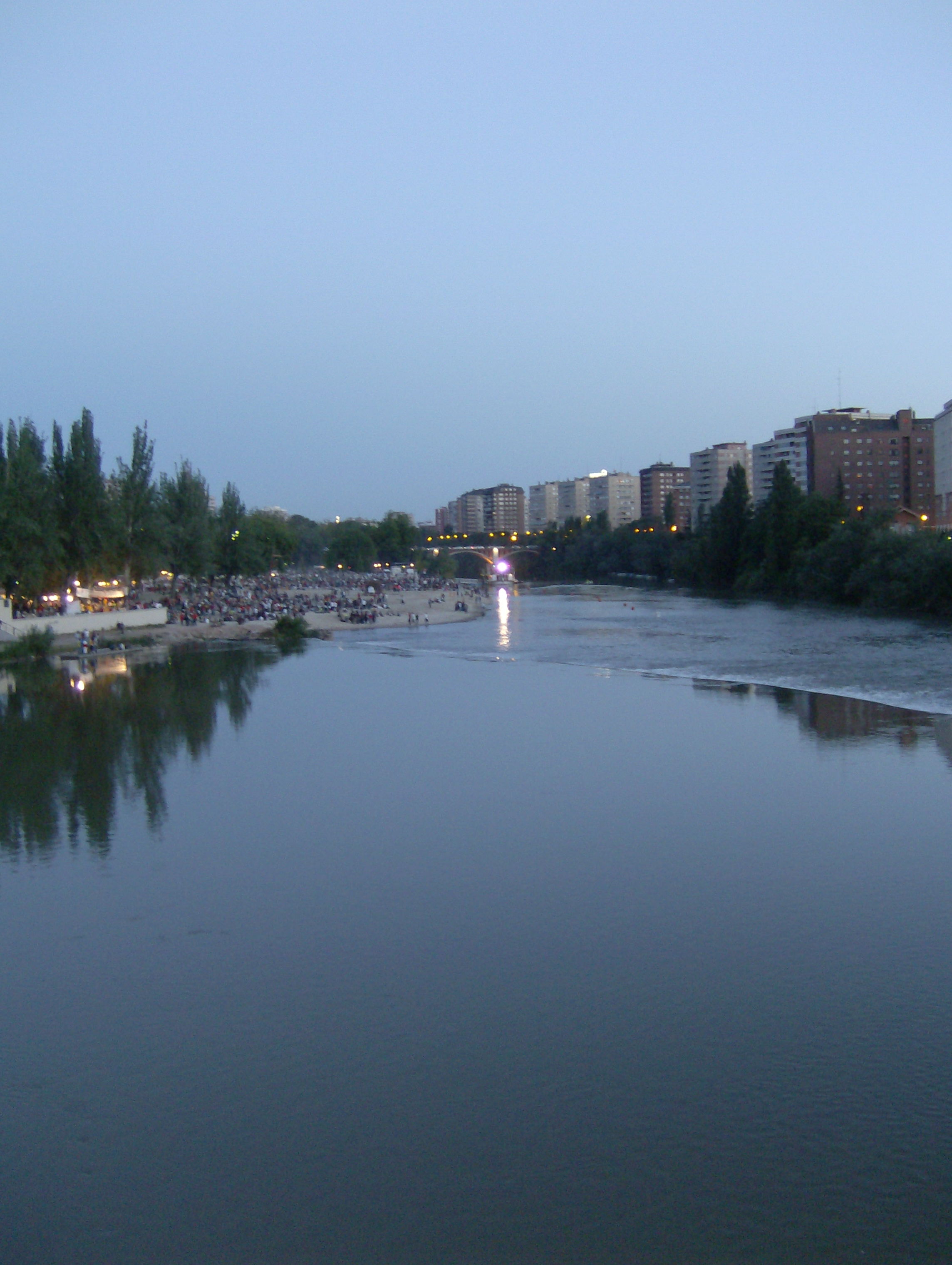
El río Pisuerga a su paso por la ciudad de Valladolid.

Cortes de Valladolid de 1299. Cortes del reino de Castilla celebradas en la ciudad de Valladolid entre los meses de enero y febrero de 1299, durante la minoría de edad de Fernando IV de Castilla. 
Fueron convocadas por la reina María de Molina, madre de Fernando IV de Castilla, y por el infante Enrique de Castilla el Senador, tutor del rey Fernando IV durante su minoría de edad.

## Las Cortes de Valladolid de 1299

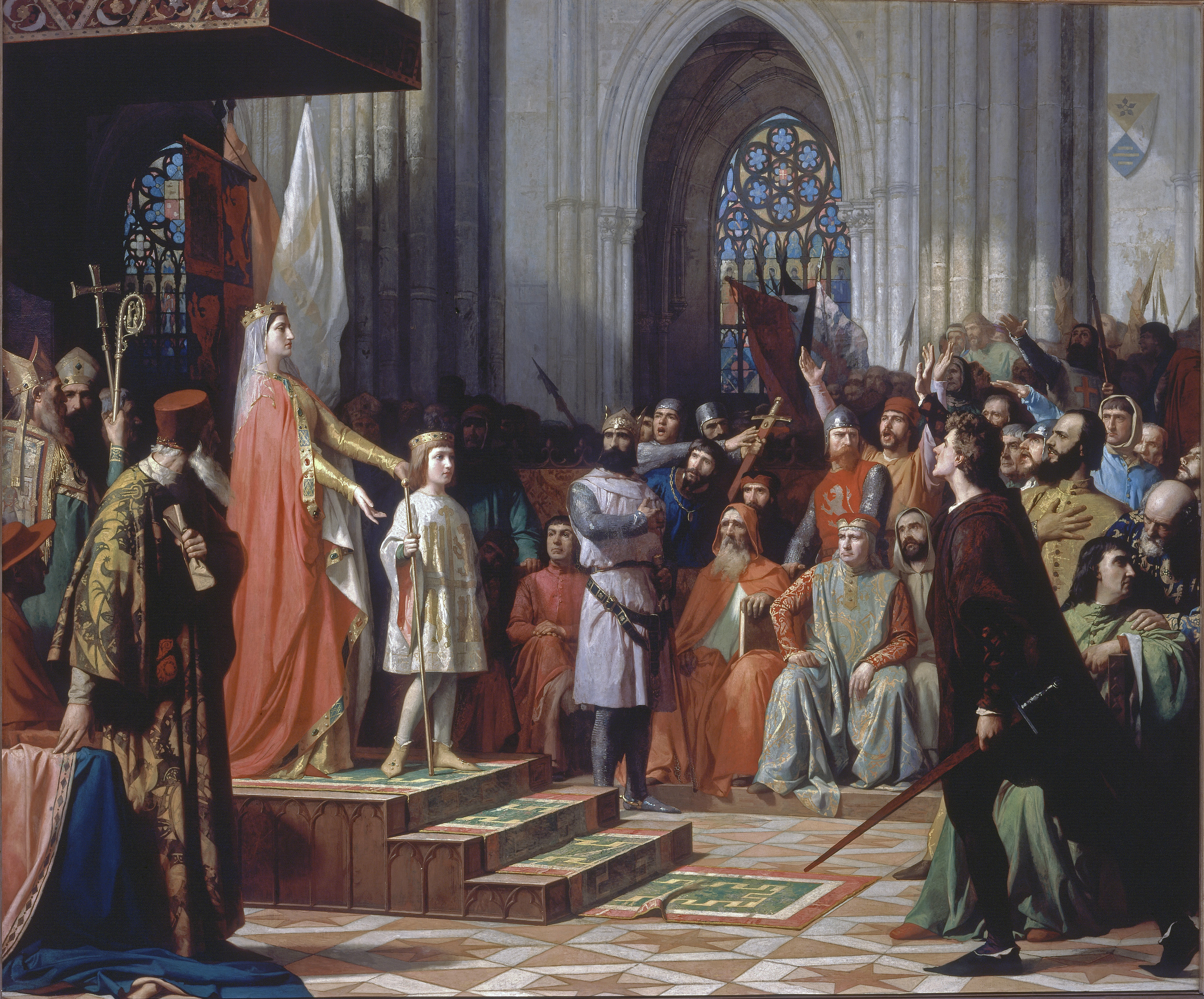
María de Molina presenta a su hijo Fernando IV en las Cortes de Valladolid de 1295. Óleo sobre lienzo de Antonio Gisbert Pérez. 1863. (Congreso de los Diputados de España).

Las Cortes de Valladolid de 1299 fueron una asamblea plena a la que se convocó a los ricoshombres, maestres de las Órdenes militares y hombres buenos de las villas de Castilla, León y Extremadura. Los representantes del estamento eclesiástico no acudieron, al igual que ocurrió en las Cortes de Valladolid de 1298. El objetivo principal de la reina María de Molina y del infante Enrique de Castilla al convocar las Cortes era conseguir recursos para pagar las soldadas a los ricoshombres y caballeros.
Los representantes de los concejos concedieron tres servicios al rey, que fueron destinados a pagar las soldadas de los nobles, aunque una buena parte de los fondos fueron a parar a manos del infante Enrique de Castilla, quien, una vez finalizadas las reuniones de Cortes se dirigió a Andalucía para ocupar el cargo de adelantado mayor de la frontera de Andalucía, que fue desempeñado hasta 1298 por Pedro Ponce de León. El infante Enrique pretendía de nuevo obtener el apoyo de los concejos de las ciudades andaluzas para vender la ciudad de Tarifa al rey Muhammad II de Granada, aunque encontró la oposición rotunda de Guzmán el Bueno, al que apoyaba el rey Jaime II de Aragón.
Surgieron dos ordenamientos de las Cortes de Valladolid de 1299, siendo uno de ellos de carácter general y el otro destinado a responder a las peticiones de los hombres buenos del reino de León. Al igual que en las Cortes de Valladolid de 1298, en el ordenamiento de éstas se indica que las disposiciones de Fernando IV en las Cortes fueron realizadas «con consejo de la Reina Doña María nuestra madre e con otorgamiento del Infante (Enrique), nuestro tío e tutor».

### Disposiciones generales
- Fernando IV se comprometió a respetar los privilegios, usos, fueros y costumbres de las villas y ciudades que hubieran sido concedidos a las mismas por sus predecesores en el trono.[5]
- Nadie podría ser condenado a muerte sin haber sido oído antes en un juicio, la administración de justicia sería igual para todos los súbditos del rey, y se concedieron diversas garantías procesales.[6]
- Los pleitos por heredamientos no podrían ser resueltos por los jueces eclesiásticos, sino que deberían ser juzgados por los alcaldes seglares según el fuero correspondiente.[7] Con ello se acentuaba la separación entre la jurisdicción eclesiástica y la jurisdicción civil.[6]
- Se prohibió a los ricoshombres que exigiesen caloñas o multas arbitrariamente a los que hubieran delinquido en los lugares que dichos ricoshombres administraban en nombre del rey, ya que antes de multarlos o castigarlos deberían ser oídos por los alcaldes del lugar correspondiente, respetando en todo momento los privilegios, usos y costumbres de los lugares donde se hubiera delinquido.[6]Últimos momentos de Fernando IV el Emplazado. Óleo sobre lienzo de José Casado del Alisal. 1860. (Palacio del Senado de España).

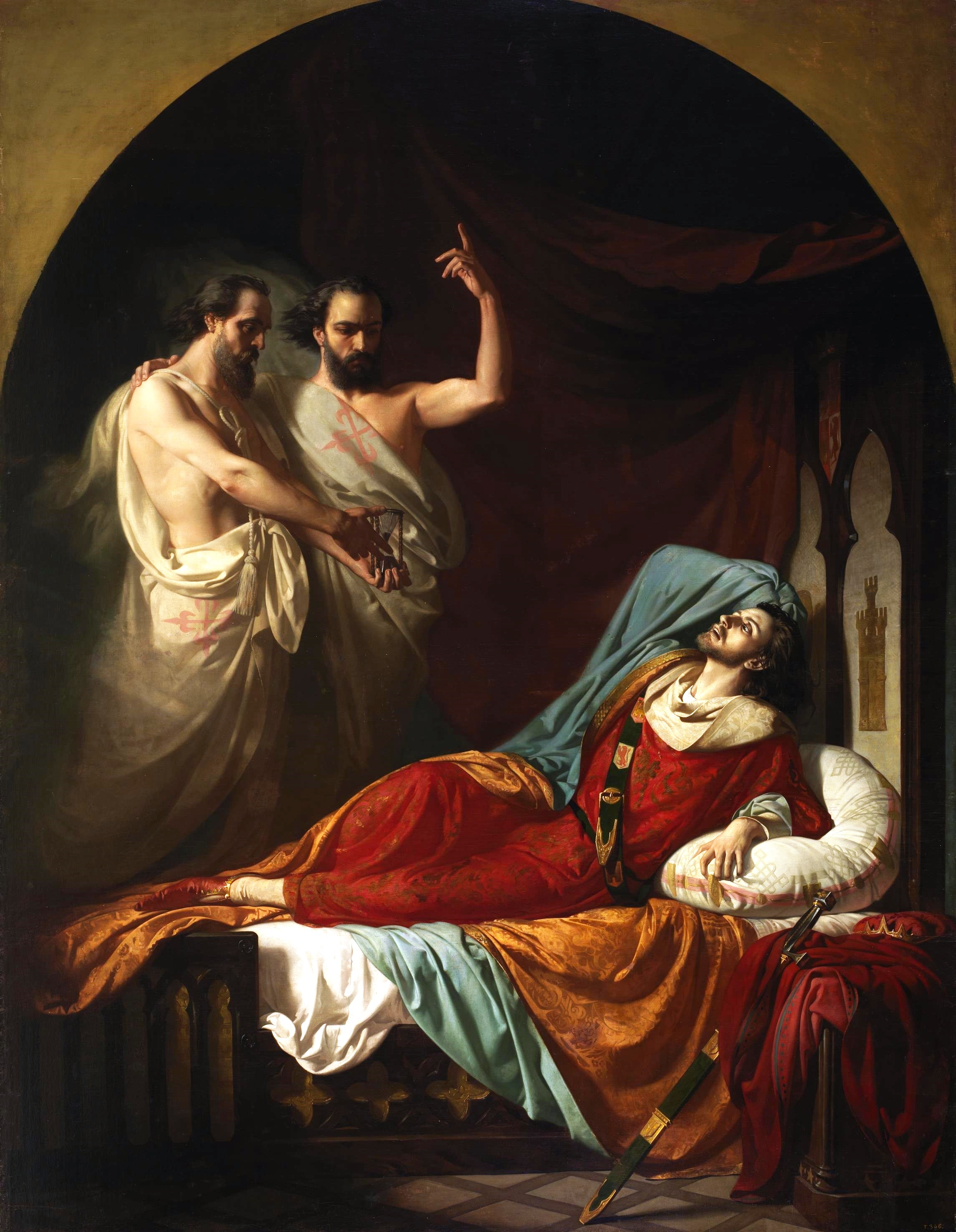
Últimos momentos de Fernando IV el Emplazado. Óleo sobre lienzo de José Casado del Alisal. 1860. (Palacio del Senado de España).

- Los tenentes de los castillos recibidos del rey no podrían apoderarse de los bienes situados en sus inmediaciones y deberían restituir a los concejos los bienes de los que se hubieran apoderado.[8]
- Los caballeros que vivieran cerca de la frontera deberían pagar a las villas y aldeas todos los bienes de los que se hubiesen apoderado por la fuerza.
- En la casa del rey debería haber tantos alcaldes y escribanos como fueran necesarios.[9]
- En relación con la cancillería se dispuso que fuera cumplido lo acordado en las Cortes de Valladolid de 1298, en las que se había establecido que los gastos de expedición de un privilegio de confirmación ascenderían a sesenta maravedís.[9]
- Se dispuso que el notario mayor del reino de Castilla fuera el encargado de guardar los libros de registro de los documentos correspondientes a dicho reino,[9] y que el notario mayor del reino de León se encargara de custodiar los correspondientes al reino de León.[10]
- Los concejos que estuvieran exentos de pagar la fonsadera y el yantar continuarían disfrutando de dicho privilegio, aunque la acuciante necesidad de dinero de Fernando IV le obligó a ignorar en algunas ocasiones los privilegios y exenciones fiscales de algunos concejos, lo que demuestra, en opinión de diversos autores, que, a veces, los acuerdos de Cortes eran simples formulaciones teóricas.[9]
- Se prohibió el uso de las pesquisas generales cerradas, salvo para los delitos cometidos en lugares yermos o de noche, y la investigación debería ser realizada por los alcaldes, jurados y fieles del lugar.[11] Se dispuso además que si hubiera necesidad de hacer pesquisas especiales se respetase lo establecido por los reyes Fernando III y Alfonso X de Castilla.[12]
- El rey se comprometió a reparar los daños que hubiera ocasionado a los concejos, en caso de que hubiera quebrantado sus fueros y privilegios en algún documento.[5]
- Cada concejo debería encargarse de nombrar escribanos públicos, excepto en aquellos donde ya hubieran sido nombrados por el rey Fernando III de Castilla, donde serían nombrados por Fernando IV.[5]
- Se dispuso que los tributos serían recaudados por caballeros y hombres buenos de las villas y que en ningún caso serían recaudados por judíos.[5]
- Al igual que en las Cortes de Cuéllar de 1297 y en las Cortes de Valladolid de 1298, se dispuso que los clérigos pagarían impuestos, al igual que el resto de los pecheros,[13] cuando adquiriesen propiedades situadas en tierras de realengo.[14] No obstante, dicha disposición no fue cumplida y se repitió nuevamente en las Cortes de Burgos de 1301, aunque con algunas modificaciones.[15]
- El rey Fernando IV se comprometió a enviar pesquisidores a las diferentes merindades con la misión específica de vigilar que los conduchos que hubieran de tomar los oficiales del rey fueran tomados como estaba estipulado, e impedir que cometieran abusos dichos oficiales.[16] No obstante, los representantes de los concejos volvieron a quejarse de los mismos abusos por parte de los oficiales reales en las Cortes de Valladolid de 1307.[17]

### Disposiciones relativas a los judíos
- Dos alcaldes del lugar correspondiente se encargarían de resolver los pleitos relacionados con las deudas de los judíos.[5]
- Respecto a las deudas entre los cristianos y los judíos, se ratificó lo dispuesto por el rey Sancho IV de Castilla, padre de Fernando IV, en las Cortes de Valladolid de 1293, en las que se estableció que una vez transcurridos seis años, los cristianos no estarían obligados a pagar las deudas que tuvieran contraídas con los prestamistas judíos, a pesar de que los procuradores del reino de León solicitaron que ese plazo fuera reducido a cuatro años.[5]